# Семенченко, Иван Иванович
Иван Иванович Семенченко (1897—1964) — советский учёный, профессор, доктор технических наук, заслуженный деятель науки и техники РСФСР, лауреат Сталинской премии.

## Биография
Родился в Бердянске Таврической губернии.
Окончил городское 4-классное училище (1909), Бердянскую мужскую гимназию (1917) и механический факультет МВТУ (1926).
В 1919-1926 годах работал на Московском инструментальном заводе в должностях  от техника-чертежника до заведующего производством.
В 1926-1930 годах заведующий инструментальным бюро проектной конторы «Оргметалл», где под его руководством было разработано более 20 проектов инструментальных и машиностроительных цехов.
В 1930 году назначен главным инженером строящегося завода режущих инструментов «Фрезер».
С 1932 года главный инженер инструментального объединения, под его руководством разработаны проекты завода нестандартного инструмента в Москве и завода режущих инструментов в Харькове.
С 1943 года заместитель директора Всесоюзного научно-исследовательского инструментального института.
Основатель кафедры инструментального производства Мосстанкина, которой руководил с 1932 по 1964 год.
За монографию «Режущий инструмент» (1936) присвоена учёная степень доктора технических наук. Профессор (1939). Заслуженный деятель науки и техники РСФСР.
Автор и соавтор 20 монографий, учебников и учебных пособий по конструированию инструмента и организации его производства.
Сталинская премия 1951 года — за создание и широкое внедрение в промышленность новых высокопроизводительных твёрдосплавных инструментов.
Награждён двумя орденами Трудового Красного Знамени, орденом «Знак Почёта» и медалями.
Похоронен на Введенском кладбище (8 уч.).

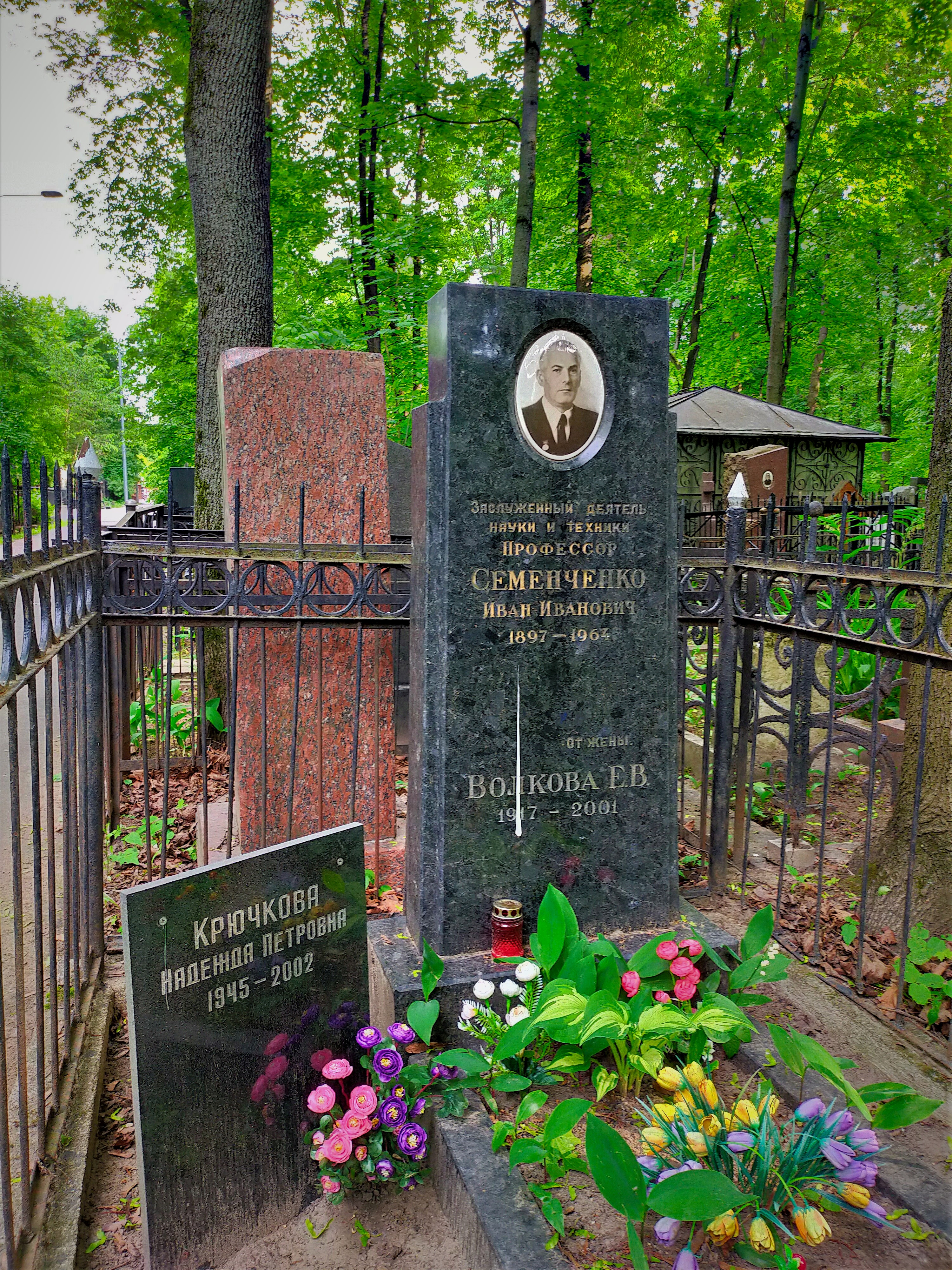
Могила И. И. Семенченко на Введенском кладбище